# 藤瀬浩司
藤瀬 浩司（ふじせ ひろし、1933年8月12日 - ）は、日本の経済史学者、名古屋大学名誉教授。

## 来歴
広島県広島市生まれ。1956年東京大学経済学部卒、1961年同大学院社会科学研究科博士課程満期退学、1964年「プロシャ農業 土地所有の構造的特質 「農民解放」の歴史的地位」で経済学博士。東京大学社会科学研究所助手ののち、名古屋大学経済学部講師となり、助教授を経て、1977年教授。1989年経済学部長。1991年経済構造研究センター長。1997年定年退官、名誉教授、愛知淑徳大学教授を務めた。
名大生協の理事を務め、1975年名古屋大学出版会の設立に尽くした。
2012年4月瑞宝中綬章受章。

## 著書
- 『近代ドイツ農業の形成 いわゆる「プロシャ型」進化の歴史的検証』御茶の水書房 1967
- 『資本主義世界の成立』ミネルヴァ書房 1980
- 『欧米経済史 資本主義と世界経済の発展』放送大学教育振興会 1999
- 『20世紀資本主義の歴史 1 (出現)』名古屋大学出版会 2012

### 共編
- 『国際金本位制と中央銀行政策』吉岡昭彦共編 名古屋大学出版会 1987
- 『世界大不況と国際連盟』編 名古屋大学出版会 1994

### 翻訳
- mlmxｍ；ｄｚ
- イマニュエル・ウォーラーステイン『資本主義世界経済 1　中核と周辺の不平等』金井雄一,麻沼賢彦共訳 名古屋大学出版会 1987

## 論文
- <藤瀬浩司